# In My Life (Judy Collins)
In My Life è il sesto album in studio della cantante statunitense Judy Collins, pubblicato nel 1966.

## Tracce
1. Tom Thumb's Blues – 5:03 (Bob Dylan)
2. Hard Lovin' Loser – 2:37 (Richard Fariña)
3. Pirate Jenny – 4:02 (Marc Blitzstein, Bertolt Brecht, Kurt Weill)
4. Suzanne – 4:21 (Leonard Cohen)
5. La Colombe – 5:03 (Jacques Brel, Alasdair Clayre)
6. Marat/Sade – 5:33 (Richard Peaslee)
7. I Think It's Going to Rain Today – 2:46 (Randy Newman)
8. Sunny Goodge Street – 2:55 (Donovan)
9. Liverpool Lullaby – 2:57 (Stan Kelly aka Stan Kelly-Bootle)
10. Dress Rehearsal Rag – 5:19 (Leonard Cohen)
11. In My Life – 2:53 (John Lennon, Paul McCartney)